# Институт Ксавьера
Институ́т Ксавье́ра (англ. Xavier Institute), иногда называется Особня́к И́кс (англ. X-Mansion) — вымышленный особняк, появляющийся в комиксах издательства Marvel Comics. Институт изображается как частная усадьба Профессора Икс, персонажа Людей Икс. Это база операций и учебного центра Людей Икс и местоположение школы для подростков мутантов, а иногда и пожилых мутантов. Институт высшего образования Ксавьера (ранее Школа Ксавьера для одарённых детей). Это также всемирная штаб-квартира X-Corporation. Его адрес — 1407 Graymalkin Lane, Salem Center (часть города Салем), расположенный в самом северо-восточном углу округа Уэстчестер, Нью-Йорк. Девиз школы — «mutatis mutandis». В недавнем выпуске комикса Росомаха вновь открыл школу по тому же адресу под названием «Школа Джин Грей для высшего образования». Циклоп открывает новую школу Ксавьера для Одаренных в заброшенном бункере Оружия X где-то в Канаде.

## Вымышленная история
Институт Ксавьера является унаследованной собственностью Чарльза Ксавьера (профессор X) и был в семье Ксавье в течение десяти поколений, включая двух известных мутантов в родословной, которые оба отделились от семьи. О них и их мутациях известно немногое.
Как школа Ксавьера для одаренных молодых людей, Институт Ксавьера был учебным центром первых двух поколений подростков Людей Икс:
- Оригинальные Люди Икс — Циклоп, Человек-лёд, Архангел, Зверь, Джин Грей, а позже, Мимик (кратко), Хавок и Полярис;
- Оригинальные Новые мутанты — Пушечное ядро, Волчица, Даниелла Мунстар, Карма, Солнечное пятно, Шифр, Магма, Магика и Варлок, вместе с Китти Прайд, современником оригинальных Новых Мутантов, которая была их одноклассницей, но являлась членом команды взрослых Людей-Икс.

В X-Men vol. 2 # 38 (ноябрь 1994 года), Институт был переименован из Школы Ксавьера для одаренных молодых людей в Институт высшего образования Ксавьера, так как большинство Людей Икс были взрослыми, а не подростками. Школа Ксавьера для одаренных детей была переведена в Академию Массачусетса в Западном Массачусетсе (Marvel создал город или область под названием Снежная долина где-то в Беркшире), который служил учебным центром третьего поколения подростков X-Men, начиная с Generation X # 1 (ноябрь 1994 года).
- Поколение Икс — Кожа, Синхронизация, М, Шелуха, Джубили, Палата, Блинк, Мондо, Гея и Покаяние.

Академия Массачусетса закрывается навсегда в Generation X # 75 (июнь 2001). Вскоре после этого школа для молодых мутантов вновь открыта в Институте Ксавьера, но название остается «Институт высшего образования Ксавьера», несмотря на более молодой студенческий состав. Четвёртое поколение мутантных подростков, представленное в New X-Men (2001—2004) Гранта Моррисона и в New Mutants (2003—2004; возобновлено как New X-Men: Academy X, июль 2004 года — февраль 2008 года), учится в особняке, пока он не будет уничтожен во время истории 2007—2008 годов «Комплекс Мессии», а Людей Икс впоследствии расформируют и закроют Институт.
Несмотря на высокотехнологичную защиту, Институт часто разрушали суперзлодеи и злые мутанты, с которыми сталкиваются Люди Икс. Действительно, Институт был разрушен и перестроен несколько раз. Он был разрушен в битве с Сидри в Uncanny X-Men # 154 (февраль 1982 года) и распылен Злыденем в Uncanny X-Men # 243 (апрель 1989 года). Он был перестроен будущим Франклином Ричардсом в несколько мгновений, но вернулся в свое разрушенное состояние после того, как путешественник во времени запутался.
Некоторые части Института, такие как обширные подвалы, пережили как небольшие повреждения, так и полные разрушения здания. Когда Натиск показал себя и сражался с Людьми Икс (X-Men v2 # 54 (июнь 1996) и Onslaught: X-Men), Институт получил большой урон, хотя был быстро восстановлен в промежутках между сюжетами «Натиска». В операции «Нулевая терпимость» Бастион заставил Джубили раскрыть оборону особняка. Затем он снял Институт, все, что было в нём было, было удалено, вплоть до краски на стенах. После победы над Бастионом, Люди Икс вернулись в особняк, как описано в X-Men v2 # 70 (ноябрь 1997 года). Институт пережил штурм Императорской гвардии Шиара в New X-Men # 122—126 (март-июль 2002), а также бунт студентов во главе с Квентином Куиром в New X-Men # 134—138 (Январь-май 2003 года). Однако в сюжете Planet X New X-Men # 146—150 Институт был уничтожен; Процесс восстановления можно было наблюдать в New X-Men № 155—156 (июнь 2004 г.). Вслед за Днем М в здание проникли последователи преподобного Уильяма Страйкера в попытке уничтожить студентов, что привело к некоторому структурному ущербу и нескольким жертвам. Тогда Институт был серьёзно поврежден, когда Опасная комната стала разумной и вызвала местную технику, чтобы атаковать структуру. Институт был также поврежден, когда новая команда мародеров г-на Синистера атаковала здание. Борьба между Халком и несколькими мутантами сильно повредила Институту. В сюжетной линии Messiah Complex здание было полностью разрушено атакой Стражей.
В отличие от прошлых времен, особняк не был перестроен в течение значительного периода времени. Вскоре Люди Икс и их ученики переехали на новую базу операций в Сан-Франциско. Под названием Graymalkin Industries, новая База Икс не работает как школа, а скорее как своего рода общественный центр для мутантов, которые хотят развивать свои силы.

### Факультет (предварительно — «Комплекс Мессии»)
- Китти Прайд учит занятиям по информатике и, помимо того, что является членом старшего персонала, выступает в качестве советника студента и связующего звена для старших сотрудников.
- Карма преподает французский язык и отвечает за тех студентов, которые слишком молоды, чтобы присоединиться к тренировочным отрядам. Она также курирует библиотеку.
- Ночной Змей преподает музыку, искусство, биологию и драму.
- Зверь преподает науку и математику и является частью старшего персонала, по-видимому, курируя учебную программу.
- Эмма Фрост, помимо того, что она директриса Института Ксавьера, также преподает английский, бизнес и этику, к большому ужасу Китти Прайд. Она также возглавляет новую команду Людей Икс, обучая их работе в команде, при некоторой поддержке со стороны старших сотрудников, таких как Колосс.
- Росомаха учит ближнему бою.
- Циклоп, помимо того, что является директором Института Ксавьера, также преподает выборное руководство и тактику.
- Нордстар, перед своей смертью (с последующим воскрешением), преподавал бизнес и потребительские классы права, а также летающий класс для тех студентов, у которых были полномочия полета. Он также наставник Альфа-эскадрилья учебной команды.
- Человек-лёд, будучи дипломированным публичным бухгалтером, преподает занятия по математике, финансам и бухгалтерскому учёту.
- Гамбит преподает целевой практический класс для студентов со способностями, основанными на снарядах. Он также наставников подготовки Шевалье.
- Волчица, помимо наставничества по парагонам, является ассистентом преподавателя в научном классе Зверя.

### Сообщение Людям Икс: Раскол
После событий X-Men: Schism, Росомаха и половина Людей Икс возвращаются в Вестчестер, Нью-Йорк и Институт Ксавьера. Название школы теперь — Школа Высшего Образования Джин Грей. Его территория — фактически икра Кракоа, Живого Острова. В первом выпуске «Wolverine and the X-Men» построена совершенно новая школа. Она финансируется главным образом за счет научных достижений студентов и бриллиантов из Кракоа.
- Шторм — Директриса
- Зверь — Завуч
- Шельма — Старших Сотрудников
- Человек-Лёд — Старших Сотрудников
- Рэйчел Саммерс — Старший Персонал
- Нордстар — Старших Сотрудников
- Огненная звезда — Старших Сотрудников
- Камера — Младший Персонал
- Угар — Младший Персонал
- Карма — Младший Персонал
- Шелуха — Младший Персонал
- Истребитель — Младший Персонал
- Детлок — Адъюнкт Персонал/Кампус Охранник
- Дуп — Нештатный Персонал
- Человек-паук — Адъюнкт-Сотрудник/Консультант
- Архангел — Помощник Аспиранта/Рекрутер
- Доктор Сесилия Рейес — Врач-Ординатор
- Кравита Рао — Ординатор
- Джубили — Резидента/Участника
- Броня — Член
- Эльф — Член
- Малыш Омега — Член
- Ночной Змей — Член
- Колосс — Член

После смерти Росомахи в сюжете «Death of Wolverine» Человек-паук становится советником по наведению в серии «Spider-Man and the X-Men».

### Новая школа Ксавьера для одаренных
Циклоп открывает новую школу Ксавьера для Одаренных в заброшенном бункере Оружия Х где-то в Канаде. Его факультет состоит из Магика, Эммы Фрост и Магнето. Эта школа больше ориентирована на обучение защите и защиту мутантов любыми средствами. Используя новый Cerebro, он затем начинает вербовать новых мутантов для своей команды Uncanny X-Men. После того, как Циклоп узнаёт, что Ксавьер оставил его в качестве единственного бенефициара его поместья, Циклоп решает закрыть свою школу и перевести всех своих учеников в школу Джин Грей.

### X-Haven
В рамках ре-брендинга All-New, All-Different Marvel Институт Ксавьера был святилищем, основанным Штормом и её Чрезвычайными Людьми Икс для защиты мутантов от тумана Терригена. Школа Высшего образования Джин Грей телепортировалась в Лимбо с помощью Доктора Стрэнджа, Алой Ведьмы и Виккана. Он также имеет магическую защиту, созданную Магиком, чтобы удержать демонов.

### Нью-Йорк
После войны между Нелюдями и Мутантами, которые привели к уничтожению оставшегося Терриген Клауда, Китти Прайд, теперь новая директриса Школы Высшего образования Джин Грей, уведомила Магика о возвращении школы на Землю, точнее в Центральный парк, Нью-Йорк.

## Макет
В середине главного двора находится Мемориальная статуя Феникса, посвященная памяти Джин Грей. Известные номера включают Опасную комнату и комнату, содержащую Церебро. На верхнем этаже находится офис директоров Циклопа и Эммы Фрост. Баскетбольная площадка популярна; это был сайт баскетбольной игры в X-Men v2 # 4 (январь 1992 года), в которой Люди Икс использовали свои способности мутанта. Непосредственно под баскетбольной площадкой находится ангар, в котором размещается множество транспортных средств, а также такие самолёты, как X-Men Blackbird. Существует также кладбище с мемориалами для покойных Людей Икс, таких как Джин Грей, Банши и Буревестник.

## Другие версии

### Age of Apocalypse
Останки Института были штабом для ячейки сопротивления мутантов против Апокалипсиса — мутанта, который завоевал Северную Америку. Особняк выживает, и многие новые мутанты приходят в школу в надежде укрыться.

### Mutant X
В более темной непрерывности Mutant X, Институт управляется Магнето, который давно занялся мечтой Чарльза Ксавьера. Особняк испаряется в результате ядерного взрыва.

### Prelude to Deadpool Corps
В выпуске № 2 X-Mansion является приютом для проблемных детей, которым руководит профессор X, а преподаватели включают Шторм и Зверя. Некоторые из сирот включают детские версии Дэдпула, Циклопа, Росомахи, Архангела и Колосса.

### Ultimate Marvel
В Ultimate Marvel Институт не сильно отличается; Однако он не полностью финансируется за счет наследования. Хотя первоначально школа финансировалась из наследования Магнето, то позволяло им не принимать и не искать пожертвования. Его политика с тех пор изменилась после ухода Магнето и последующего контроля Ксавье над объектом. Позже студенты задаются вопросом и высмеивают непостижимость объекта, который просто финансируется за счет наследования. Затем выясняется, что многочисленные доноры финансируют проекты Ксавьера и остаются анонимными из-за тяжелых антимутантных настроений, присутствующих в общественном мнении. Одним из крупнейших доноров был клуб Hellfire, у которого были скрытые мотивы для этого. В разговоре Ксавьера с Лиландра Нерамани выяснилось, что Щ. И. Т. были бывшими финансистами до того, как они поссорились с Ксавьером; Неизвестно, каковы были их намерения. Главными инвесторами стали церковь Ши’ар.
Место школы скрыто проецируемым изображением главы Свидетеля Иеговы, как показано в Ultimate X-Men # 1.
Особняк намеренно снесен Человеком-льдом в «Ultimate Requiem». Это потому, что команда была опустошена нападением Магнето, и оставшиеся в живых собирались бежать.

## Вне комиксов

### Телевидение
- Институт Ксавьера появляется в мультсериале «Человек-паук и его удивительные друзья». В серии «Происхождение Ледяного человека» ретроспективный анализ показал, что Человек-лёд отправился туда после того, как Профессор X пригласил его присоединиться к Людям Икс. В серии «Родилась Огненная Звезда» Человек-лёд и Огненная звезда возвращаются в Институт на встречу воссоединения, где встречаются Шторм и Росомаху. Человек-паук даже прибыл, когда Джаггернаут атакует Институт Ксавьера, чтобы напасть на Профессора X. «Образование Супергероя», Институт Ксавьера виден, когда Человек-паук, Человек-лёд и Огненная звезда завербовывают Людей Икс, чтобы продолжить обучение Видеона . В «Приключения Людей Икс» Институт атакован Кибериадом в то время, когда Человек-паук, Человек-лёд и Огненная звезда помогли Людям Икс протестировать новые программы Опасной комнаты.
- Институт Ксавьера появился в Люди Икс: Прайд Людей Икс.
- Особняк Людей Икс появился в мультсериале «Люди Икс».
- Институт появляется в эпизоде мультсериала «Человек-паук» из двух частей: «Повестка о мутантах». Человек-паук отправляется туда, чтобы увидеть Профессора X в надежде, что он сможет помочь понять, во что он превращается.
- Институт появляется в «Люди Икс: Эволюция». Он имеет тот же адрс, но находится в Байвилл, Нью-Йорк[10].
- Институт Ксавьера появляется в мультсериале «Росомаха и Люди Икс». Он разрушен массивным взрывом (который позже был обнаружен, что был вызван Силой Феникса). С помощью Форджа и денег Ангела, он был восстановлен как раз вовремя для Людей Икс, чтобы спасти мир от Братства Мутантов, Стражей и Силы Феникса.
- Институт Ксавьера появляется в шоу супергероев (The Super Hero Squad Show). Он показан как часть Города-героя и изображен в виде белого круглого здания с надписью X сверху. В «Таинственном беспорядке в Мутантской академии» интерьер Института показан как обычная школа с Опасной комнатой, также служащей залом ожидания и кафетерием.
- Институт упоминается в эпизоде «Мстители. Величайшие герои Земли» в серии «Владыки зла». В газете есть фотография с надписью «Секретная школа для мутантов?».

### Фильмы
- Институт Ксавьера был представлен в «Поколении Икс» (телесериал, сделанный для телевидения, который вышел на FOX в 1996 году).
- Институт Ксавьера был представлен в фильмах «Люди Икс», «Люди Икс 2», «Люди Икс: Последняя битва», «Люди Икс: Первый класс», «Люди Икс: Дни минувшего будущего», «Дэдпул», «Люди Икс: Апокалипсис» и «Люди Икс: Тёмный Феникс».
  - В супергеройских фильмах о Людях Икс от Брайана Сингера в 2000 году внешний вид Института Ксавьера снимался в Каса Ломе, Торонто и поместье Парквуда в Ошаве, Онтарио, Канаде[11].
  - В супергеройских фильмах «Люди Икс» (2003), «Люди Икс: Последняя битва» (2006), «Люди Икс: Дни будущего прошлого» (2014), «Дэдпул» (2016) и «Люди Икс: Апокалипсис» (2016) внешний вид Института снимался в замке Хатли на территории парка Хатли и Королевских дорог в Виктории, острове Ванкувер, Британская Колумбия.[12][13][14]
  - В фильме «Люди Икс: Первый класс» (2011) роль Института играет Дом Энглефилд, Елизаветинская усадьба в Беркшире, Англия.
  - Институт Ксавьера ненадолго появляется в фильме «Дэдпул». Титулярный герой отправляется на помощь Колоссу и Сверхзвуковой боеголовке для его борьбы с Аяксом после того, как он похитил Ванессу Карлейль.

### Видеоигры
- В боевой игре «X-Men: Next Dimension» Институт Ксавьера служил одной из арен для борьбы внутри и на переднем плане.
- Институт Ксавьера появляется в X-Men Legends. Он служит центром для Людей Икс.
- В X-Men Legends II: Rise of Apocalypse, Зверь был в Институте, пытаясь найти Апокалипсиса. Вместо этого Апокалипсис и его люди вторглись в Институт, похитили Зверя после победы над ним и уничтожили все здание. Останки служат Хабом во время вторжения Апокалипсиса в Нью-Йорк.
- Институт Ксавьера появляется в Marvel: Ultimate Alliance. Когда Васел ищет куда-то, чтобы спрятаться от Щ. И. Т.а., он спрашивает игроков, сможет ли он спрятаться в здании Бакстера или в Институте Ксавьера. Поскольку Хэнк Пим упоминает игрока, что Мистер Фантастик имеет тенденцию работать с Щ. И.Т, Профессор X упоминает игроку, что у Щ. И. Т.а солдаты в его доме не будут хорошо сидеть со своими товарищами Людьми Икс. Это заставляет Уизла выбирать Институт в качестве укрытия. В течение этого времени, если игрок просит Шторма о статусе Уизел, находясь в Асгарде, она заявляет, что Звер схватил Лайзала, взламывающего Церебро, Фордж поймал Лайза в Ангаре X-Jet, а Эмма Фрост поймала Лайза возле велосипедов Росомахи. Когда Уизел закончил работу, и игрок просит Шторм о статусе Института, она говорит, что думает, что все готовы к тому, чтобы он ушёл, потому что Колосс вернулся из поездки в Россию и нашёл Уизли на кухне и начал избивать его . К счастью для Уизли, Карме удалось добраться между ними и объяснить, кем был Уизел. Ласка также упоминает ранее, что Зверь (или «Большая голубая обезьяна», как он его называет) постоянно спрашивал его, когда он собирается уйти.
- Институт появляется в Marvel Heroes. Он служит центром для игроков.
- Институт появляется в Lego Marvel Super Heroes. Он расположен в Инвуде, Манхэттен. Во время игры Магнето ведет свое Братство Мутантов и его солдат-Послушников в рейд на Институт, чтобы украсть Тессеракт для Доктора Дума. Люди Икс должны были сражаться с членами Братства Мутантов и солдатами-Аколитами, а ученики Института — в безопасности. Во время бесплатного роуминга игроки могут посетить X-Mansion, где они используют своих персонажей, чтобы помочь профессору X различными вещами, такими как помощь ученикам X-Mansion в решении их проблем и борьбе с Sentinel.

### Книги
- Институт Ксавьера появляется в конце кроссовера X-Men / Star Trek Planet X. Q и Наблюдатель ведут дискуссию, наблюдая за Людьми Икс на её лужайке. Люди Икс: Руководство по выживанию в Особняке Том 1 № 1; Это комическая книга, написанная так, как будто читатель — новый ученик, посещающий Институт. Это дает полезные советы о том, как выжить, живущих с Людьми Икс и другими студентами-мутантами.
- В комикс книге X-Men: Survival to the Mansion Vol 1 No 1 написанной как будто читатель-это новый ученик, посещающий Институт. Он дает полезные советы о том, как выжить, живя с Людьми Икс и Студентами Мутантами.